# 流浪的迪潘
《流浪的迪潘》是一部2015年賈克·歐迪亞编剧并执导的移民题材的法国剧情片，部分灵感来自于孟德斯鸠的《波斯人信札》，在第68届坎城影展上赢得金棕榈奖，获得第41届凯撒奖最佳影片、导演、原创剧本、男主角、男配角、摄影、剪辑、音效和美术指导共计9项提名。

## 剧情
一名来自于斯里兰卡、曾是泰米尔猛虎组织士兵的男子，与一个妇女和一个9岁女孩一起来到了巴黎，他们三人伪装组成了一个家庭，以获得政治难民身份。
为了生存，迪潘找了个看门人工作，而九岁的Illayaal则进入学校读书，后来Yalini为了赚钱也成为一个人家的保姆照料一个独居的残疾男人。在一起生活的日子里，迪潘终于与Yalini睡在了一起。有一天一名迪潘昔日的上校独身来找他要他为组织筹钱以便购买军火，不过迪潘拒绝了上校的要求，他称战争已经结束了。由于迪潘所生活的社区是一些年轻人犯罪的窝点，一次发生的枪战事件让Yalini和Illayaal受到很大惊吓，Yalini认为此地也不安全，就想离开此地想去英国寻找表姐，不过迪潘阻止了她。
Yalini在保姆家工作时，目睹了雇主被人枪杀，她打电话给迪潘要他来救她。迪潘就拿起刀具武器跟当地的几名青年混混大战了一场并取得完胜。后来三人不仅成为一家人，迪潘和Yalini也生了一个孩子。

## 角色
- Antonythasan Jesuthasan - Dheepan
- Kalieaswari Srinivasan - Yalini
- Claudine Vinasithamby - Illayaal
- Vincent Rottiers - Brahim
- Marc Zinga - Youssouf

## 评价
网易影评：“在目前已上映过的几部法国电影中，《流浪的迪潘》算是完成度较高、综合水准颇具风范的一部。简单但不平庸的故事，人文的眼光视点，丰满的人物形象，仍然法国风格的社会思考，演员自然平实的演技，各方各面虽然没有更多突破创新，但也可圈可点，对得起放映结束后全场长时间的掌声。”
烂番茄新鲜度88%，Metacritic上得到78分，收获广泛赞誉。

## 奖项
- 第68届坎城影展金棕榈奖
- 提名—第70届英国电影学院奖最佳外语片